# 金钟信
金钟信（韓語：김종신，1970年5月17日—），韩国男子摔跤运动员。他曾代表韩国参加1992年夏季奥林匹克运动会摔跤比赛，获得一枚银牌。他也曾参加1990年和1994年亚洲运动会。